# Sergej Baranov
Sergej Baranov, född 10 augusti 1981 i Horlivka, är en rysk volleybollspelare.
Baranov blev olympisk bronsmedaljör i volleyboll vid sommarspelen 2004 i Aten.